# Llista d'episodis de Bola de Drac Súper
A continuació es llisten els episodis de la sèrie animada Bola de Drac Súper, sèrie d'anime que continua el manga original d'Akira Toriyama Bola de Drac. És una interqüela de Bola de Drac Z. Per a aquesta sèrie immediatament anterior, vegeu Episodis de Bola de Drac Z.
La sèrie es va estrenar en català el 6 de juny de 2025 al canal SX3.

## Temporades
| Temporada | Temporada                   | #      | #      | Episodis | Episodis | Dates d'emissió        | Dates d'emissió       | Dates d'emissió en català | Dates d'emissió en català |
| Temporada | Temporada                   | #      | #      | Episodis | Episodis | Primera emissió        | Última emissió        | Primera emissió           | Última emissió            |
| --------- | --------------------------- | ------ | ------ | -------- | -------- | ---------------------- | --------------------- | ------------------------- | ------------------------- |
|           | La batalla dels Déus        | 1-17   | 1-17   | 17       | 17       | 5 de juliol de 2015    | 8 de novembre de 2015 | 6 de juny de 2025         | 27 de juny de 2025        |
|           | La resurrecció d'en Frízer  | 18-27  | 18-27  | 10       | 10       | 15 de novembre de 2015 | 17 de gener de 2016   | 30 de juny de 2025        | 11 de juliol de 2025      |
|           | El torneig del Sisè Univers | 28-46  | 28-46  | 19       | 19       | 24 de gener de 2016    | 5 de juny de 2016     | 14 de juliol de 2025      | 7 d'agost de 2025         |
|           | El Trunks del futur         | 47-76  | 47-76  | 30       | 30       | 12 de juny de 2016     | 29 de gener de 2017   | Properament               | Properament               |
|           | La Supervivència Universal  | 77-131 | 77-131 | 55       | 55       | 5 de febrer de 2017    | 25 de març de 2018    | Properament               | Properament               |

## Llista d'episodis

### La batalla dels Déus
| Núm. total | Núm. temporada | Títol en català | Data d'estrena al Japó | Data d'estrena en català |
| --- | -------------- | --- | ---------------------- | ------------------------ |
| 1 | 1              | Una recompensa de pau! Per qui seran els cent milions de zenis? Heiwa no hōshū – ichioku Zenī wa dare no te ni!? (平和の報酬 1億ゼニーは誰の手に!?)                                            | 5 de juliol de 2015    | 6 de juny de 2025        |
| Després de la derrota del monstre Buu, la Terra ha viscut uns mesos de pau. L'únic que recorden els habitants de la Terra és que el senyor Satan va ser qui els va salvar d'aquella amenaça, i és per això que li concedeixen un premi de cent milions de zenis. Mentrestant, en Goku fa de pagès per intentar guanyar-se la vida, tot i que només té ganes d'anar-se a entrenar amb en Kaito. En Son Gohan i la Videl s'han casat i en Son Goten i en Trunks se'n van a buscar un regal de casament per la Videl. |                | |                        |                          |
| 2 | 2              | En Vegeta se'n va de vacances en família! Yakusoku no rizōto e! Bejīta ga kazoku ryokō!? (約束のリゾートへ! ベジータが家族旅行!?)                                                              | 12 de juliol de 2015   | 6 de juny de 2025        |
| En Goku se n'ha anat a entrenar al planeta d'en Kaito, que no està gaire content de veure'l. En Vegeta, en canvi, s'ha agafat un mes de vacances en família. En un altre punt de l'univers, el Déu Beerus intenta recordar com es deia la figura del gran guerrer misteriós que ha vist en somnis. |                | |                        |                          |
| 3 | 3              | Què volia dir, aquell somni? Anem a buscar el Superguerrer Déu! Yume no tsuzuki wa doko da!? Sūpā Saiya-jin Goddo o sagase! (夢の続きはどこだ!? 超サイヤ人ゴッドを探せ!)                       | 19 de juliol de 2015   | 9 de juny de 2025        |
| Gràcies al Peix oracle, en Beerus per fi ha recordat el nom del guerrer misteriós: es diu Superguerrer Déu. És per això que en Whis i ell decideixen viatjar fins al planeta d'en Kaito per trobar-se amb en Goku, amb l'esperança que ell en sàpiga alguna cosa més. Però això aterreix en Kaito i els déus Neptú, perquè estan convençuts que en Goku en farà una de les seves i els buscarà problemes. |                | |                        |                          |
| 4 | 4              | Qui vol les Boles de drac? La missió impossible d'en Pilaf i la seva colla! Mezase Doragon Bōru! Pirafu ichimi no dai-sakusen! (目指せドラゴンボール! ピラフ一味の大作戦!)                     | 2 d'agost de 2015      | 10 de juny de 2025       |
| En Kaito es rendeix a les peticions d'en Goku i per fi li explica qui és el Déu Beerus i fins a quin punt és perillós. Mentrestant, a la Terra, en Pilaf i la seva colla, que s'estaven morint de gana en una illa deserta, veuen passar el creuer de l'aniversari de la Bulma i decideixen aprofitar l'oportunitat per sortir de la misèria. |                | |                        |                          |
| 5 | 5              | Un combat al planeta d'en Kaito! En Goku contra en Beerus, el Déu de la Destrucció! Kaiō-sei no kessen! Gokū VS Hakaishin Birusu (界王星の決戦! 悟空VS破壊神ビルス)                            | 9 d'agost de 2015      | 11 de juny de 2025       |
| El Déu Beerus ha arribat al planeta d'en Kaito buscant informació sobre el Superguerrer Déu. En Goku no es pot aguantar les ganes de descobrir com deu ser algú tan fort, i el desafia a lluitar, malgrat que en Kaito li ha dit un munt de vegades que no ho faci. Per tant, en Goku i en Beerus s'enfrontaran! |                | |                        |                          |
| 6 | 6              | No feu enfadar en Beerus! Una festa d'aniversari carregada de nervis! Hakaishin o okoraseru na! Doki-doki tanjō pātī (破壊神を怒らせるな! ドキドキ誕生パーティー)                              | 16 d'agost de 2015     | 12 de juny de 2025       |
| En Beerus ha arribat a la Terra, i s'ha presentat a la festa d'aniversari de la Bulma per trobar respostes sobre el Superguerrer Déu. En Vegeta el recorda d'un incident amb el seu pare i sap que és molt perillós, per això intenta evitar com sigui que s'enfadi. Però com s'ho farà? |                | |                        |                          |
| 7 | 7              | Com t'atreveixes a fer-li això a la meva Bulma!? La fúria d'en Vegeta! Yokumo ore no Buruma o! Bejīta ikari no totsuzenhen'i!? (よくもオレのブルマを! ベジータ怒りの突然変異!?)                | 23 d'agost de 2015     | 13 de juny de 2025       |
| Després que en Buu s'enfronti a en Beerus per culpa del flam, aquest amenaça de destruir la Terra, de manera que intentaran impedir-ho per tots els mitjans que puguin. En Vegeta, aterrit, és gairebé l'únic que no es mou, fins que un esdeveniment inesperat el desperta de la seva indolència. |                | |                        |                          |
| 8 | 8              | Arriba en Goku! El Déu Beerus els concedeix una última oportunitat? Gokū kenzan! Birusu-sama kara no rasuto chansu!? (悟空見参! ビルス様からのラストチャンス!?)                                | 30 d'agost de 2015     | 16 de juny de 2025       |
| En Vegeta s'ha enrabiat i ha atacat el Déu Beerus amb totes les seves forces, però sembla que ni tan sols així n'hi ha prou per plantar-li cara. Ara, l'única possibilitat que els queda per salvar la Terra recau sobre l'Ulong. Com se'n pensa sortir, d'aquesta? |                | |                        |                          |
| 9 | 9              | Gràcies per l'espera, Déu Beerus! Ha nascut el Superguerrer Déu! O matase, Birusu-sama. Tsuini Sūpā Saiya-jin Goddo tanjō! (お待たせ、ビルス様。 ついに超サイヤ人ゴッド誕生!)                  | 6 de setembre de 2015  | 17 de juny de 2025       |
| En Vegeta s'ha enrabiat i ha atacat el Déu Beerus amb totes les seves forces, però sembla que ni tan sols així n'hi ha prou per plantar-li cara. Ara, l'única possibilitat que els queda per salvar la Terra recau sobre l'Ulong. Com se'n pensa sortir, d'aquesta? |                | |                        |                          |
| 10 | 10             | Goku, enssenyan's el nou poder de superguerrer Déu! Misero Gokū! Sūpā Saiya-jin Goddo no pawā!! (見せろ悟空! 超サイヤ人ゴッドの力!!)                                                           | 13 de setembre de 2015 | 18 de juny de 2025       |
| En Goku ha assolit el nivell de Superguerrer Déu! Té una força i una velocitat tan increïbles que ni ell mateix n'és conscient, al principi. Potser haurà d'aprendre a fer servir els seus nous poders, perquè fins on deu poder arribar, ara? |                | |                        |                          |
| 11 | 11             | Continuem, Déu Beerus! Això és la batalla dels déus! Tsudukeyō ze Birusu-sama! Kami to kami no tatakai o! (続けようぜビルス様! 神と神の戦いを!)                                                | 20 de setembre de 2015 | 19 de juny de 2025       |
| En Goku, en la seva nova forma de Superguerrer Déu, continua lluitant contra el Déu Beerus. Sembla que li manté el ritme, però de mica en mica va perdent terreny. Com pot ser, si ara és un déu? Què ha de fer, per poder guanyar el Déu Beerus? |                | |                        |                          |
| 12 | 12             | L'univers corre perill? El Déu de la destrucció contra el Superguerrer Déu! Uchū ga kudakeru!? Gekitotsu! Haikaishin VS Sūpā Saiya-jin Goddo! (宇宙が砕ける!? 激突! 破壊神VS超サイヤ人ゴッド!) | 27 de setembre de 2015 | 20 de juny de 2025       |
| En Goku i en Beerus continuen el seu combat espectacular, i sembla que estan força igualats. Però què passa? Quan es claven els cops de puny, sorgeix una ona de xoc que s'escampa per tot l'univers. Què vol dir? És una cosa greu? |                | |                        |                          |
| 13 | 13             | Goku! Has de superar els límits del Superguerrer Déu! Gokū yo, Sūpā Saiya-jin Goddo o koete ike! (悟空よ、超サイヤ人ゴッドを越えて行け!)                                                       | 4 d'octubre de 2015    | 23 de juny de 2025       |
| L'enfrontament entre en Goku i en Beerus és tan brutal que els seus cops de puny generen ones que fan tremolar l'univers i amenacen de destruir-lo! De debò que ha arribat el moment de la fi de l'univers? I que no hi ha res a fer? |                | |                        |                          |
| 14 | 14             | Vet aquí tot el poder que tinc! La resolució de la batalla dels déus! Kore ga ora no arittake no chikarada! Ketchaku! Kami to kami (これがオラのありったけの力だ! 決着! 神と神)                | 11 d'octubre de 2015   | 24 de juny de 2025       |
| En Goku ha perdut la forma de Superguerrer Déu, però sembla que encara pot lluitar, perquè el seu cos ha après a lluitar amb aquest poder! Això vol dir que encara es pot enfrontar a en Beerus i el combat no s'ha acabat! Però està a punt, oi que sí? Què passarà, amb la Terra? |                | |                        |                          |
| 15 | 15             | Ets en Satan, el gran heroi! Fes un miracle! Un repte vingut de l'espai exterior! Yūsha Satan yo kiseki o okose! Uchū kara no chōsenjō!! (勇者サタンよ奇跡を起こせ! 宇宙からの挑戦状!!)        | 18 d'octubre de 2015   | 25 de juny de 2025       |
| El senyor Satan, com ha fet sempre, no perd l'oportunitat d'apropiar-se la victòria contra en Beerus i fer-ne un bon espectacle. I, a més, ja no només rep l'admiració de la gent de la Terra, sinó que fins i tot arriba una nau de l'espai exterior per felicitar-lo. És només això, però? |                | |                        |                          |
| 16 | 16             | En Vegeta es converteix en deixeble? T'has de guanyar en Whis! Bejīta ga deshi'iri!? Uisu o kōryakuse yo! (ベジータが弟子入り!? ウイスを攻略せよ!)                                             | 25 d'octubre de 2015   | 26 de juny de 2025       |
| En Goku està ben tip de treballar al camp perquè la Xixi no el deixa anar-se a entrenar, sort que rep la visita d'en Krilin per recordar vells temps. Mentrestant, en Vegeta també busca fer-se més fort a la seva manera, fins que descobreix que en Whis és a casa seva! Què hi fa? |                | |                        |                          |
| 17 | 17             | Ha nascut la Pan! Se'n va a entrenar, en Goku? Pan tanjō! Soshite Gokū wa shugyō no tabi he!? (パン誕生! そして悟空は修行の旅へ!?)                                                             | 1 de novembre de 2015  | 27 de juny de 2025       |
| Ja han passat sis mesos des que en Vegeta se'n va anar al planeta d'en Beerus a entrenar-se amb en Whis. Ha nascut la Pan, i en Son Gohan i el senyor Satan es passen les hores jugant amb ella. Mentrestant, en Goku treballa, però què farà quan s'assabenti que en Vegeta s'ha estat entrenant tot aquest temps? |                | |                        |                          |

### La resurrecció d'en Frízer
| Núm. total | Núm. temporada | Títol en català | Data d'estrena al Japó | Data d'estrena en català |
| --- | -------------- | --- | ---------------------- | ------------------------ |
| 18 | 1              | Jo també Sóc aquí! Comencem l'entrenament al planeta d'en Beerus! Ora mo kita zo! Birusu-sei de shugyō kaishi da! (オラも来たぞ! ビルス星で修行開始だ!)                                               | 8 de novembre de 2015  | 30 de juny de 2025       |
| En Goku ja ha arribat al planeta d'en Beerus i comença el seu entrenament amb en Whis, juntament amb en Vegeta, que ja fa sis mesos que hi és. El primer pas, però, consisteix a fer les feines de la llar més difícils, com canviar els llençols d'en Beerus mentre dorm o tallar la gespa a mà cada dia!     |                | |                        |                          |
| 19 | 2              | Torna la desesperació! l'emperador malvat Frízer ha ressucitat! Zetsubō futatabi! Aku no teiō Furīza no fukkatsu! (絶望ふたたび! 悪の帝王・フリーザの復活!)                                           | 15 de novembre de 2015 | 1 de juliol de 2025      |
| En Sorbet i en Tagoma, dos soldats d'elit de l'exèrcit d'en Frízer, han decidit anar a buscar les boles de drac a la Terra per ressuscitar el seu antic amo. Mentrestant, en Goku i en Vegeta continuen entrenant amb en Whis, que els revela els seus punts febles a l'hora de lluitar.                       |                | |                        |                          |
| 20 | 3              | L'avís d'en Jaco! S'acosten en Frízer i els seus mil soldats! Jako kara no keikoku! Semari kuru Furīza to 1000-ri no heishi-tachi! (ジャコからの警告! 迫り来るフリーザと1000人の兵士達)               | 22 de novembre de 2015 | 2 de juliol de 2025      |
| En Frízer ha sortit de la màquina de regeneració i de seguida demostra al seu exèrcit fins a quin punt és cruel i despietat. Ara només és capaç de pensar en la seva venjança, i està segur que, després de quatre mesos d'entrenament, els resultats seran tan satisfactoris que ningú li podrà plantar cara. |                | |                        |                          |
| 21 | 4              | Comença la venjança. Les forces malvades d'en Frízer contra en Son Gohan! Fukushū no hajimari! Furīza-gun no akuiga satoshi Gohan outsu! (復讐の始まり! フリーザ軍の悪意が悟飯を撃つ!)                | 29 de novembre de 2015 | 3 de juliol de 2025      |
| L'exèrcit d'en Frízer ha arribat a la Terra, i en Son Gohan, el Follet Tortuga, en Ten Xin Han, en Krilín, en Cor Petit i en Jaco són els únics guerrers disponibles per enfrontar-se als mil soldats que els amenacen. N'hi haurà prou, amb ells sis?                                                         |                | |                        |                          |
| 22 | 5              | Canvi de cos! Un retorn inesperat! Es diu Gíneu! Chēnji! Masaka no fukkatsu! Sono na wa Ginyū!! (チェーンジ! まさかの復活! その名はギニュー!!)                                                        | 6 de desembre de 2015  | 4 de juliol de 2025      |
| En Tagoma demostra que, després de l'entrenament amb en Frízer, s'ha fet molt fort. Això ho veu el capità de les Forces Especials, en Gíneu, que encara era a la Terra al cos d'una granota, i ho aprofita per treure'n profit.                                                                                |                | |                        |                          |
| 23 | 6              | La Terra i en Son Gohan estan en perill! Afanya't Goku! Chikyū ga! Gohan ga! Zettaizetsumei! Hayaku kite kure Son Gokū!! (地球が! 悟飯が! 絶体絶命! 早く来てくれ孫悟空!!)                             | 13 de desembre de 2015 | 7 de juliol de 2025      |
| En Son Gohan se sent molt culpable per la mort d'en Cor Petit i concentra tot el poder que li queda per fer front a en Frízer i els seus homes. Mentrestant, en Goku i en Vegeta encara s'entrenen en un món remot, i no s'han assabentat de res.                                                              |                | |                        |                          |
| 24 | 7              | El combat d'en Frízer contra en Goku! Vet aquí els resultats del meu entrenament! Gekitotsu! Furīza VS Son Gokū; Kore ga ora no shugyō no seikada! (激突! フリーザVS孫悟空 これがオラの修行の成果だ!) | 20 de desembre de 2015 | 8 de juliol de 2025      |
| En Goku i en Frízer han començat el seu combat! Davant de l'astorament de tothom, els seus cops són tan veloços que no els pot seguir ningú més que en Jaco amb la mirada. Mentrestant, en Vegeta s'impacienta. Com acabarà tot plegat?                                                                        |                | |                        |                          |
| 25 | 8              | Una batalla desenfrenada! La venjança d'en Frízer Daurat! Zenkai Batoru! Fukushū no Gōruden Furīza (全開バトル! 復讐のゴールデンフリーザ)                                                             | 27 de desembre de 2015 | 9 de juliol de 2025      |
| Ara que en Goku ja ha ensenyat la seva nova transformació, a en Frízer no se'l veu gaire nerviós. Què significa això? Que ell amaga un poder encara més temible que el d'en Goku? |                | |                        |                          |
| 26 | 9              | Apareix un bri d'esperança en un moment difícil! Contraataca, Goku! Dai pinchi ni shōki ga mieta! Hangeki kaishida Son Gokū! (大ピンチに勝機が見えた! 反撃開始だ孫悟空!)                              | 10 de gener de 2016    | 10 de juliol de 2025     |
| En Frízer s'ha transformat en la seva nova forma daurada! Sembla que estan força igualats amb en Goku, però a mesura que el combat avança, en Frízer comença a agafar avantatge. De debò que perdrà, en Goku?                                                                                                  |                | |                        |                          |
| 27 | 10             | La Terra explota? El kamehameha decisiu! Chikyū bakuhatsu!? Ketchaku no kamehameha (地球爆発!? 決着のかめはめ波)                                                                                      | 17 de gener de 2016    | 11 de juliol de 2025     |
| En Vegeta ha agafat el relleu a en Goku en el combat, i en Frízer no té res a fer contra ell! Això vol dir que ja han guanyat i que el perill ha quedat enrere? |                | |                        |                          |

### El torneig del Sisè Univers
| Núm. total | Núm. temporada | Títol en català | Data d'estrena al Japó | Data d'estrena en català |
| --- | -------------- | --- | ---------------------- | ------------------------ |
| 28 | 1              | Es diu Xampa i és el déu de la destrucció del Sisè Univers Dai-6 uchū no hakaishin – Sono na wa Shanpa (第6宇宙の破壊神 その名はシャンパ)                                                                    | 24 de gener de 2016    | 14 de juliol de 2025     |
| En ple entrenament d'en Goku i en Vegeta, arriba algú desconegut fins ara. Qui és aquest que s'assembla tant al Déu Beerus? I què es proposa? |                | |                        |                          |
| 29 | 2              | El torneig ja està preparat! El capità de l'equip és més fort que en Goku? Kakutō shiai kaisai kettei! Shushō wa Gokū yori tsuyoi yatsu (格闘試合開催決定! 主将は悟空よりも強いヤツ)                         | 31 de gener de 2016    | 15 de juliol de 2025     |
| En Xampa i la Vados ja estan fent tots els preparatius necessaris pel torneig. En Beerus, d'altra banda, comunica a en Goku i en Vegeta que ha escollit un altre dels membres del seu equip: en Monaka. Qui deu ser?                                                             |                | |                        |                          |
| 30 | 3              | Hem de buscar els dos membres que ens falten! "Kakutō" shiai e no o sarai – Nokori futari no menbā wa dareda!? (格闘試合」へのおさらい 残り二人のメンバーは誰だ!?)                                           | 7 de febrer de 2016    | 16 de juliol de 2025     |
| Mentre en Goku i en Vegeta busquen els que seran els dos membres restants del seu equip pel torneig d'en Xampa, posem una mica la mirada enrere per recordar com hem arribat fins aquí.                                                                                          |                | |                        |                          |
| 31 | 4              | Anem a veure el mestre Zuno! Hem de descobrir on són les Súper Boles de drac! Zunō-sama no moto e! Sūpā Doragon Bōru no arika o kikidase! (ズノー様のもとへ! 超スーパードラゴンボールのありかを聞き出せ!)    | 14 de febrer de 2016   | 17 de juliol de 2025     |
| La Bulma vol que en Jaco la porti al centre de l'univers, però ell ho veu impossible, tot i que ha pensat que potser poden anar a veure en Zuno, un ésser d'allò més savi que ho sap tot i pot contestar qualsevol pregunta sobre la galàxia.                                    |                | |                        |                          |
| 32 | 5              | El torneig està a punt de començar! Anem cap al Planeta sense nom! Shiaikaishi da! Min’na de "Namae no nai hoshi" e! (試合開始だ! みんなで「名前のない星」へ!)                                               | 21 de febrer de 2016   | 18 de juliol de 2025     |
| En Goku i en Vegeta estan a punt d'acabar els seus tres anys d'entrenament a la Sala de l'esperit del temps. Mentrestant, tothom està gairebé preparat per anar al Planeta del buit per veure el torneig.                                                                        |                | |                        |                          |
| 33 | 6              | Observeu, Sisè Univers! Aquest és el superguerrer Son Goku! Odoroke Dai-6 uchū yo! Kore ga Sūpā Saiya-jin ・ Son Gokū da! (驚け第6宇宙よ! これが超サイヤ人・孫悟空だ!)                                       | 28 de febrer de 2016   | 21 de juliol de 2025     |
| El torneig entre el Sisè Univers i el Setè acaba de començar! El primer combat enfronta en Botamo contra en Goku... i sembla que en Botamo és capaç de posar en Goku contra les cordes!                                                                                          |                | |                        |                          |
| 34 | 7              | En Cor Petit contra en Frost! Ens ho juguem tot amb un makankosappo! Pikkoro VS Furosuto – Makankōsappō ni subete o kakero! (ピッコロVSフロスト 魔貫光殺砲にすべてをかけろ!)                                 | 6 de març de 2016      | 22 de juliol de 2025     |
| En Goku ha guanyat en Botamo i ha passat de ronda, i ara s'ha enfrontat a en Frost, l'equivalent a en Freezer del Sisè Univers. Sembla que estava a punt de guanyar quan, inexplicablement, ha perdut les forces i en Frost l'ha llançat fora del terreny de combat. I ara, què? |                | |                        |                          |
| 35 | 8              | Que la ràbia es converteixi en força! L'intens combat d'en Vegeta! Ikari o chikara ni kaero! Bejīta no zenkai batoru (怒りを力に変えろ! ベジータの全開バトル)                                                | 20 de març de 2016     | 23 de juliol de 2025     |
| Després que en Frost hagi deixat fora de combat a en Goku i en Cor Petit, s'ha descobert que ha fet trampes amb una agulla verinosa amagada al braç. El volen desqualificar, però en Vegeta no ho permet perquè s'hi vol enfrontar!                                              |                | |                        |                          |
| 36 | 9              | Una batalla sorprenentment dura! L'explosió de fúria d'en Vegeta! Masaka no dai kusen! Bejīta ikari no dai bakuhatsu! (まさかの大苦戦! ベジータ怒りの大爆発!)                                                | 27 de març de 2016     | 24 de juliol de 2025     |
| Després de guanyar en Frost com si res, en Vegeta ara s'enfronta a l'Auta Magetta, un guerrer de la raça dels homes metàl·lics! Però lluitar dins de les barreres d'en Xampa li porta problemes!                                                                                 |                | |                        |                          |
| 37 | 10             | En Vegeta contra el saiyan del Sisè Univers! No oblidis el teu orgull de saiyan! Saiya-jin no hokori o wasureruna! Bejīta VS Dai-6 uchū no Saiya-jin (サイヤ人の誇りを忘れるな! ベジータVS第6宇宙のサイヤ人) | 3 d'abril de 2016      | 25 de juliol de 2025     |
| Després del combat d'en Vegeta contra en Magetta, el terreny de combat ha quedat completament destrossat i s'ha de reparar. El pròxim rival d'en Vegetta és en Cabba, un saiyan del Sisè Univers. Però és igual de fort que en Goku i en Vegeta?                                 |                | |                        |                          |
| 38 | 11             | Ens enfrontem a l'assassí Hit, el guerrer més poderós del Sisè Univers! Dai-6 uchū saikyō no senshi! Koroshi ya Hitto kenzan!! (第6宇宙最強の戦士! 殺し屋ヒット見参!!)                                       | 10 d'abril de 2016     | 28 de juliol de 2025     |
| En Vegeta ha vençut en Cabba i ara li toca lluitar contra en Hit, però sembla molt calmat i segur de si mateix. En Vegeta comença directament en forma de superguerrer blue, però serà capaç de plantar-li cara?                                                                 |                | |                        |                          |
| 39 | 12             | Un salt en el temps millorat per contraatacar? La nova tècnica d'en Goku! Seichōshita "toki tobashi" no hangeki!? Deru ka!? Gokū no aratana waza! (成長した“時とばし”の反撃!? 出るか!?悟空の新たな技!)       | 17 d'abril de 2016     | 29 de juliol de 2025     |
| En Vegeta ha patit una derrota colossal contra en Hit, que té una tècnica impecable difícil de desxifrar. Però, un cop en Goku ha entrat al terreny de combat, ha demostrat que en Hit fa servir salts en el temps per atacar i ha estat capaç de contrarestar-los.              |                | |                        |                          |
| 40 | 13             | S'ha acabat el torneig! Ha guanyat en Beerus o en Xampa? Tsuini ketchaku! Shōsha wa Birusu? Soretomo Shanpa? (ついに決着! 勝者はビルス? それともシャンパ?)                                                   | 24 d'abril de 2016     | 30 de juliol de 2025     |
| El combat entre en Hit i en Goku encara no s'ha acabat i sembla que estan molt igualats. En Goku, però, no podrà aguantar gaire estona més l'atac d'en Kaito! |                | |                        |                          |
| 41 | 14             | Apareix, drac diví, i concedeix-me el meu desig, 'sipesolsplau'! Ide deyo kami no ryū – soshite negai o kanaete chonmage! (出でよ神の龍 そして願いを叶えてちょんまげ!)                                       | 1 de maig de 2016      | 31 de juliol de 2025     |
| El torneig s'ha acabat amb la victòria del Setè Univers! En Xampa està tan enfadat amb els seus lluitadors que els vol fer desaparèixer sense pietat, però apareix en Zen-Oh, el rei suprem!                                                                                     |                | |                        |                          |
| 42 | 15             | Una celebració caòtica! En Monaka i en Goku s'enfronten per fi! Haran no shukushō kai! Tsuini taiketsu!? Monaka VS Son Gokū! (波乱の祝勝会! 遂に対決!? モナカVS孫悟空)                                       | 8 de maig de 2016      | 1 d'agost de 2025        |
| La Bulma ha decidit fer una festa per celebrar la victòria al torneig i hi vol convidar en Monaka, però això suposa un gran problema per a en Beerus! Què faran, per evitar-ho?                                                                                                  |                | |                        |                          |
| 43 | 16             | L'energia d'en Goku està fora de control! I que difícil que és cuidar la Pan! Gokū no "Ki" ga seigyo funō!? Pan no osewa de shikuhakku! (悟空の「気」が制御不能!? パンのお世話で四苦八苦)                    | 15 de maig de 2016     | 4 d'agost de 2025        |
| En Goku s'ha quedat sense gana i sembla que no es troba gaire bé. Ni tan sols és capaç de volar com cal o fer un canvi de lloc instantani precís. Què li deu passar? |                | |                        |                          |
| 44 | 17             | El segell del planeta Pot-au-feu! Es descobreix el secret de l'aigua superhumana! Potofu sei no fūin toki hanatareta – "Chōjin sui" no himitsu! (ポトフ星の封印解き放たれた“超人水”の秘密!)                  | 22 de maig de 2016     | 5 d'agost de 2025        |
| En Son Goten i en Trunks arriben i es troben la furgoneta espacial d'en Monaka oberta. La curiositat els empeny a ficar-s'hi, però de seguida s'hi queden tancats perquè en Monaka se'n va a repartir al planeta Pot-au-feu. I ara, què?                                         |                | |                        |                          |
| 45 | 18             | En Vegeta està desapareixent? L'amenaça del seu doble! Bejīta ga kieru!? Fukusei bejīta no kyōi! (ベジータが消える!? 複製ベジータの脅威!)                                                                    | 29 de maig de 2016     | 6 d'agost de 2025        |
| L'aigua superhumana absorbeix l'energia i les tècniques de combat d'en Vegeta i el deixa completament inutilitzat! Però què és, aquesta aigua superhumana? |                | |                        |                          |
| 46 | 19             | En Goku contra la còpia d'en Vegeta! Qui guanyarà? Gokū VS fukusei Bejīta! Katsu no wa dotchida!? (悟空VS複製ベジータ! 勝つのはどっちだ!?)                                                                   | 5 de juny de 2016      | 7 d'agost de 2025        |
| En Goku lluita contra el doble d'en Vegeta per intentar salvar l'original, que ja comença a desaparèixer. Per salvar-lo, ha de vèncer l'aigua superhumana, però no li queda gaire temps!                                                                                         |                | |                        |                          |

### El Trunks del futur
| Núm. total | Núm. temporada | Títol en català | Data d'estrena al Japó | Data d'estrena en català |
| ---------- | -------------- | --- | ---------------------- | ------------------------ |
| 47         | 1              | Una petició d'auxili des del futur! Apareix un nou enemic sinistre! Mirai kara no esuōesu! Kuroki arata na teki arawaru! (未来からのSOS! 黒き新たな敵現る!!) | 12 de juny de 2016     |                          |
|            |                | |                        |                          |